# Hôtel de Roqueplane
L'hôtel de Roqueplane est un ancien hôtel particulier devenu évêché, situé à Viviers (Ardèche), en France.

## Localisation
L'hôtel est situé sur la commune de Viviers, dans le département français de l'Ardèche.

## Historique
Construit en 1734-1736 pour Pierre de Roqueplane, receveur des Tailles du Bas Vivarais par l'architecte avignonnais Jean-Baptiste Franque, l'édifice avait été acheté en 1892 par la famille Pavin de Lafarge. L'hôtel est ensuite vendu à la commune qui y transfère la mairie le 18 mai 1947.
L'édifice est classé au titre des monuments historiques cette année-là,.
L'hôtel de ville devient évêché par échange avec le palais épiscopal de Viviers, le 30 août 1986. L'évêque de l'époque, Mgr Jean Hermil, y fera aménager une chapelle entre 1986 et 1988.

## La chapelle de l'évêché

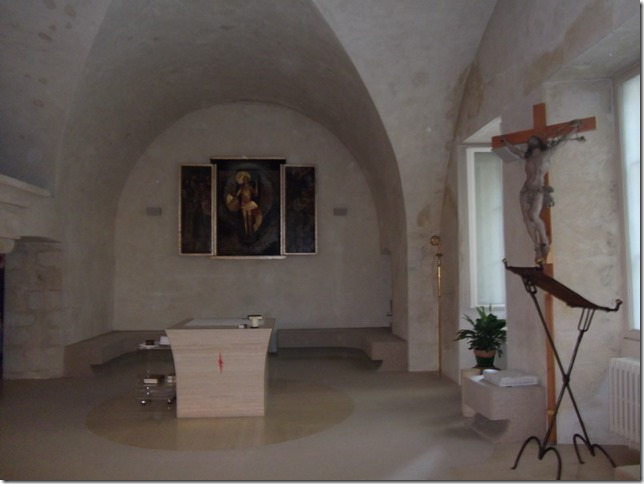
Chapelle de l'évêché de Viviers en 2011.

Le Père Jean Ribon, qui a participé aux côtés de Mgr Hermil à la création de cette chapelle, la présente en détail dans un ouvrage intitulé Reflets de l’Ardèche, Pages d’histoire civile et religieuse (Édition et Région, La bouquinerie, Valence, 2007, 376 p.), constituant la source principale de cette section.
La chapelle épiscopale a été aménagée dans la cuisine du XVIIIe siècle de l’hôtel particulier, très typée avec sa voûte d’arête, sa cheminée, son four à pain... Cette chapelle est à la fois lieu de célébration, de recueillement et de prière pour l’évêque et ses collaborateurs. Son agencement est l’œuvre de l’architecte Jacques Prioleau, lauréat du concours organisé pour l’occasion.
L’accès se fait par un sas dont la porte de verre est ornée de trois croix stylisées laissant entrevoir l’intérieur et dans lequel on trouve un bénitier. Ce sas assure la transition entre l’extérieur et l’espace de prière. Sur le linteau de la porte d'entrée de la chapelle elle-même est gravée la devise de Mgr Jean Hermil, commanditaire de la chapelle. À droite de la porte, une plaque mémorielle est apposée au-dessus d'une statuette en bois du XVIe siècle représentant le Christ , qui accueille le visiteur dans une lumière tamisée.
Dans la chapelle proprement dite aux tons sables, prennent place  :
- Le siège de présidence ne pouvant être qu’occupé par l'évêque ou le prêtre célébrant qui agit au nom du Christ pour les catholiques. Il est entouré de bancs.
- Un Christ en croix, "symbole " chrétien par excellence, datant du milieu du XVIe siècle.
- L’ambon : le lieu d’où est proclamée pendant les célébrations la Parole de Dieu pour les chrétiens, Ancien et Nouveau Testaments. L’homélie, un commentaire de ces textes, y est également prononcée. Son emplacement est marqué par un dallage en travertin.
- L’autel : table de l’Eucharistie, est le point central de la chapelle. Ici, les chrétiens font mémoire du dernier repas du Christ avec ses disciples et accueillent le don de sa présence en sa Vie, sa Mort et sa Résurrection. C’est un bloc de travertin galbé en corolle marqué d’une plaie symbolisant pour eux : " le Christ, Agneau de Dieu immolé ".
- La Présence : le pain consacré à la messe, élément extrêmement sacré, devenu Corps du Christ pour les catholiques. Signalée par une lumière invitant à la dévotion et à l’adoration, elle est placée dans le tabernacle. D’une manière générale, un tabernacle est la réserve où l’on garde le pain consacré à la messe, destiné à être porté à ceux qui ne peuvent participer aux célébrations, en particulier les malades ou les personnes âgées . Ici il s’agit plus d’un lieu d’adoration que d’une réserve. Particularité des lieux : son couronnement par le manteau de la cheminée de l’ancienne cuisine.

On trouve également au sein de la chapelle un triptyque, dont deux des volets du XVIe siècle  encadrent une Résurrection signée Philippe Kaeppelin (1918 - 2011) et, dans l'oratoire attenant au sas, une Vierge polychrome du XVIIIe siècle.

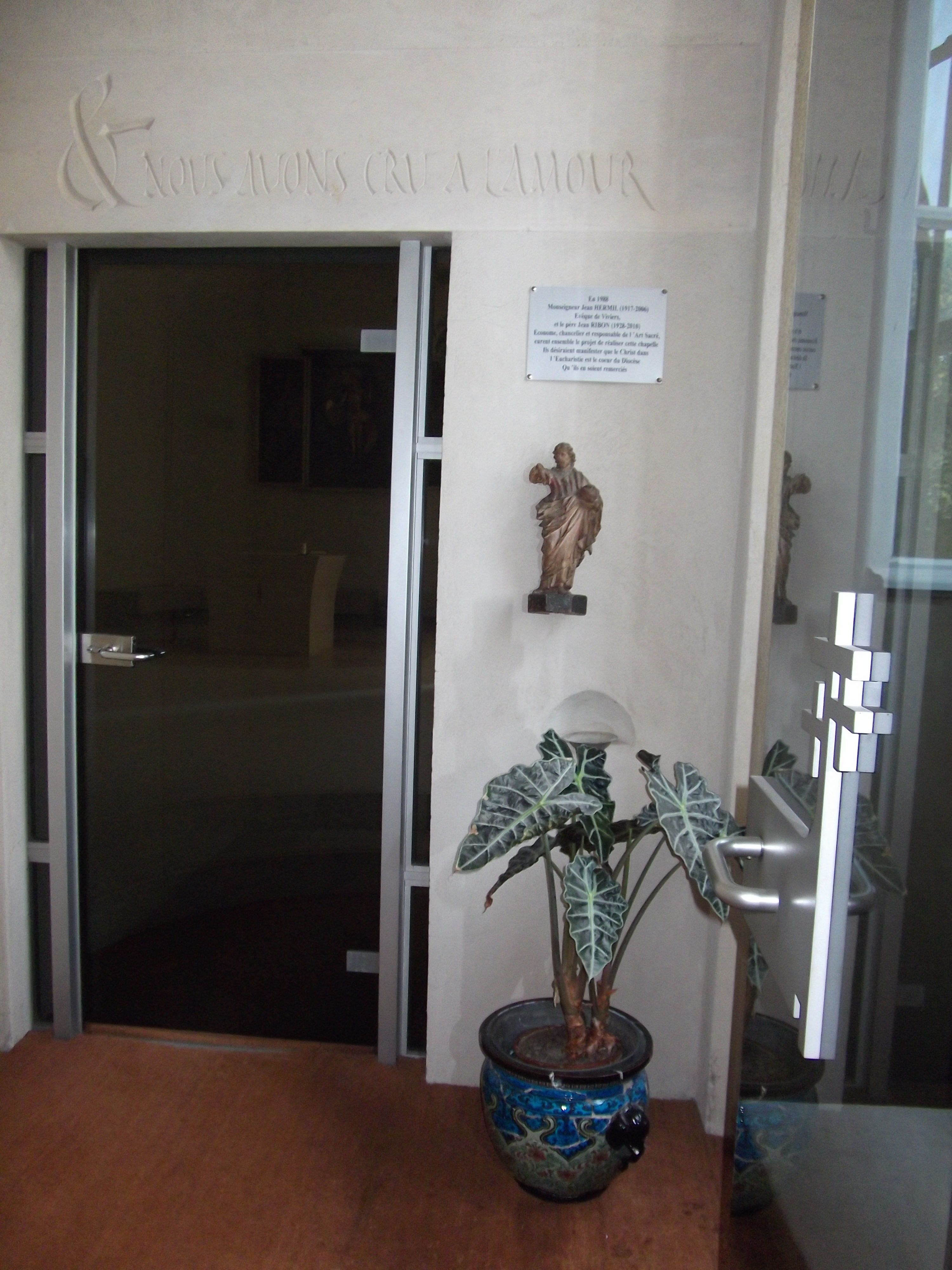
Portes d'entrée et sas.
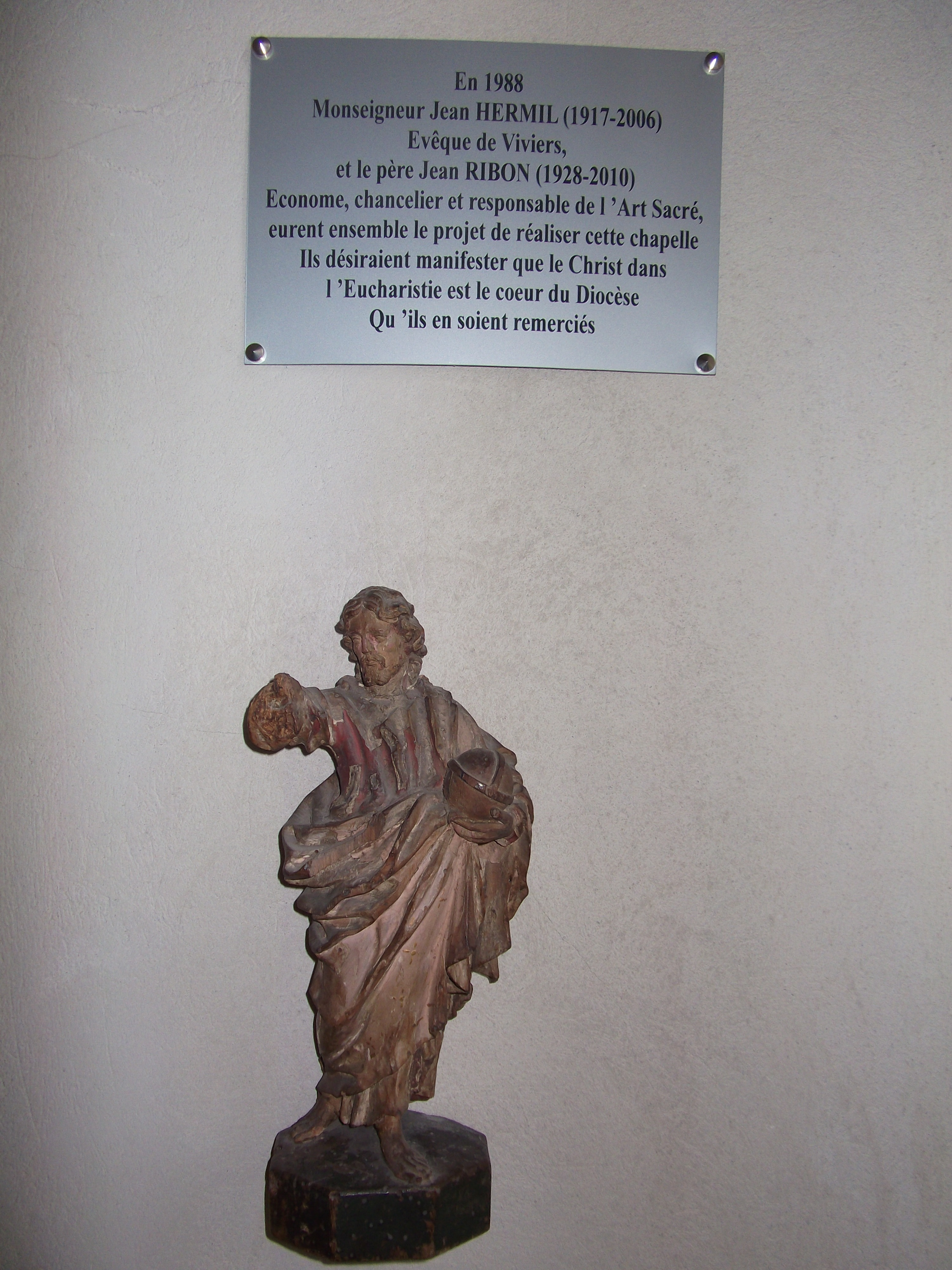
Détails du sas.
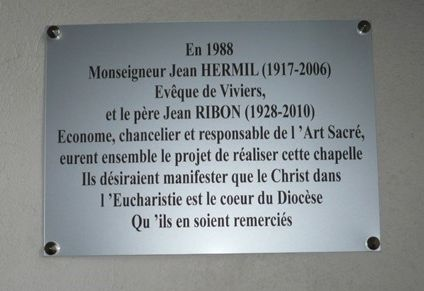
Plaque mémorielle.
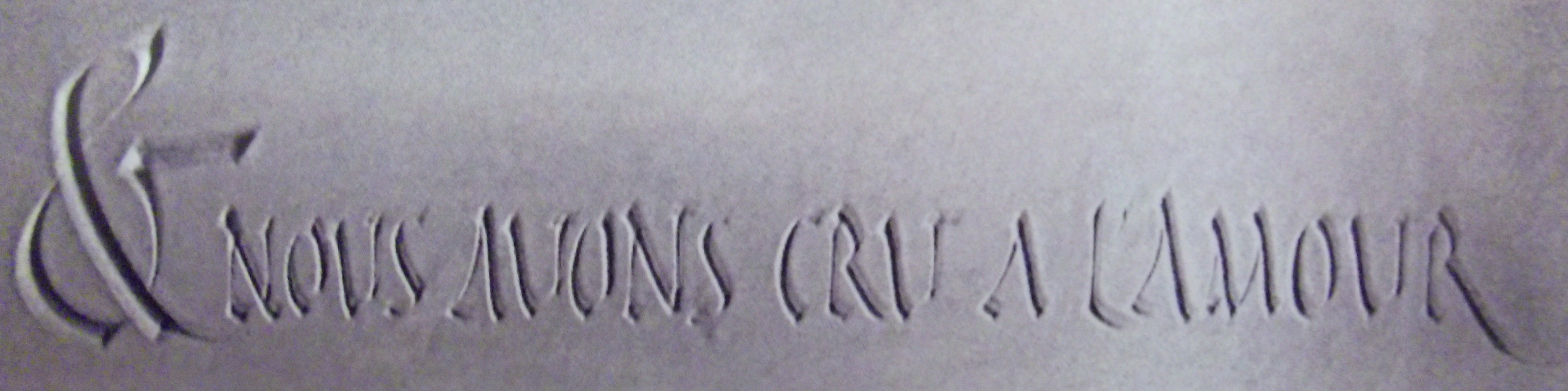
Gravure de la devise de Mgr Hermil.